# Boda (Republika Środkowoafrykańska)
Boda – miasto w Republice Środkowoafrykańskiej (prefektura Lobaye). Według danych szacunkowych na rok 2008 liczy 19 074 mieszkańców.